# Komische Oper Berlin

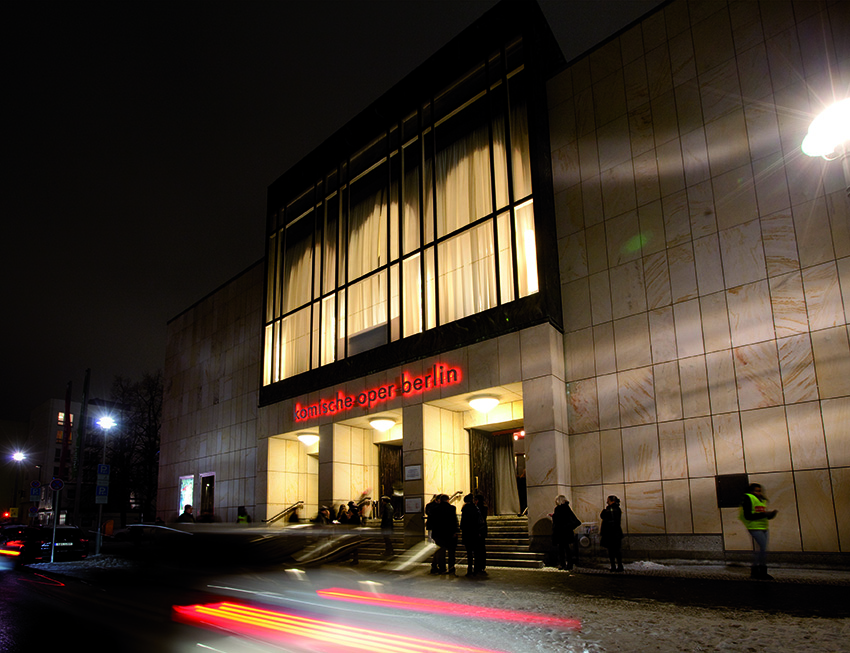
Fachada principal da Komische Oper Berlin (2013)

A Komische Oper Berlin (em português, Ópera Cômica de Berlim) é um teatro de ópera situado na capital da Alemanha, no qual está sediada a companhia homônima. 
A companhia produz óperas, operetas e musicais. O teatro está localizado na Behrenstraße, a apenas alguns passos de Unter den Linden, em Berlim. Desde 2004, a Komische Oper Berlin, assim como a Ópera Estatal de Berlim, a Ópera Alemã de Berlim, o Balé Estatal de Berlim e a Bühnenservice Berlin (cenários e figurinos), integra a Fundação da Ópera de Berlim.
O teatro foi construído entre 1891 e 1892 pelos arquitetos Ferdinand Fellner e Hermann Helmer, para uma empresa privada. Foi inaugurado em 24 de setembro de 1892, como Teatro Unter den Linden, com a opereta Daphne, de Adolf Ferron e o balé Die Welt in Bild und Tanz, de Gaulle e Haßreiter.
O teatro apresentava principalmente operetas, mas também era utilizado para bailes e outros eventos. Comportava cerca de 800 pessoas sentadas, mas as varandas e as várias salas de jantar acomodavam mais 1.700, aproximadamente. Todavia, seus proprietários foram à falência em 1896, e o teatro fechou suas portas.
Em 3 de setembro de 1898, o teatro foi reaberto, como Metropol-Theater, com a revista de Julius Freund, Paradies der Frauen, e, nos anos seguintes, acabou por tornar-se  um dos mais famosos e bem-sucedidos teatro de variedades de Berlim. Durante os anos 1920 e início dos anos 1930, foi alugado pelos irmãos Alfred e Fritz Rotter. Sob a nova administração, foram apresentadas as estréias de duas operetas de Franz Lehár - Friederike, em 1928, e Das Land des Lächelns, em 1929 -, ambas estreladas por Richard Tauber. No entanto, em razão do declínio do gênero music hall, o teatro foi novamente fechado em 1933.
Em 1934, o teatro foi nacionalizado e renomeado Staatliches Operettentheater, passando a ser utilizado em programas de entretenimento e lazer da Kraft durch Freude nazista. Durante a Segunda Guerra Mundial, o auditório foi danificado pelo bombardeio dos Aliados, em 7 de maio de 1944. A fachada, o hall de entrada e os murais do teto do auditório foram destruídos por bombas, em 9 de março de 1945.
Após a guerra, o teatro ficou na Alemanha Oriental, já que o edifício ficava na parte oriental de Berlim. Após obras de reparo e reconstrução provisória, o teatro foi reaberto em 23 de dezembro de 1947, com o nome de Komische Oper, com a opereta Die Fledermaus, de Johann Strauss II.
Na década de 1950, o prédio sofreu várias outras alterações e ampliações. Afinal, foi completamente reconstruído entre 1965 e 1966, pelo Architektenkollektiv Kunz Nierade. Foram acrescentadas extensões funcionais e  a parte externa  foi completamente renovadada. O teatro foi novamente reaberto  em 4 de dezembro de 1966, com o Don Giovanni, de Mozart. O auditório passou por nova restauração em 1986, e a tecnologia do palco foi atualizada em 1989. Hoje o teatro tem 1.270 lugares.
Entre os ex-diretores gerais de música (GMD) da companhia da Komische Oper Berlin, estão Kurt Masur, Rolf Reuter, Yakov Kreizberg, Kirill Petrenko, Carl St. Clair e Patrick Lange. Ainārs Rubiķis foi GMD da temporada 2018-2019, com um contrato inicial de 3 temporadas.

## Galeria

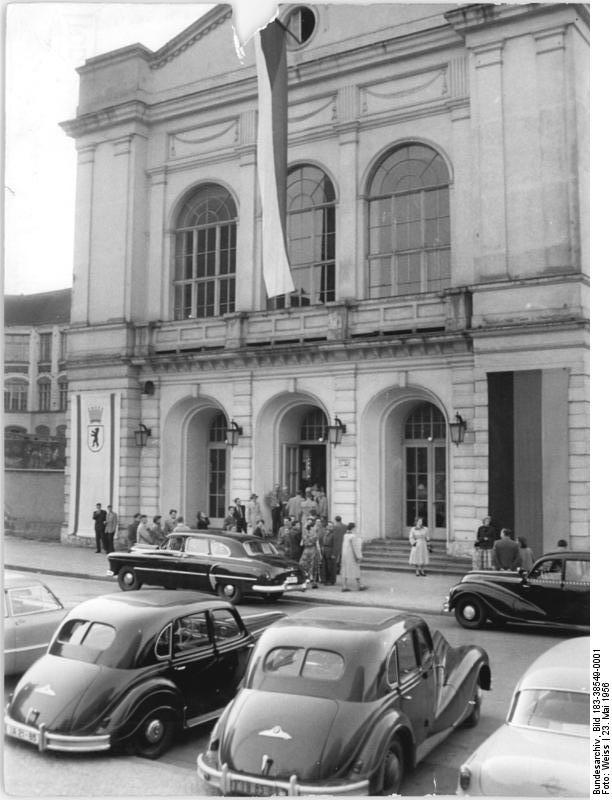
Komische Oper Berlin, 1956
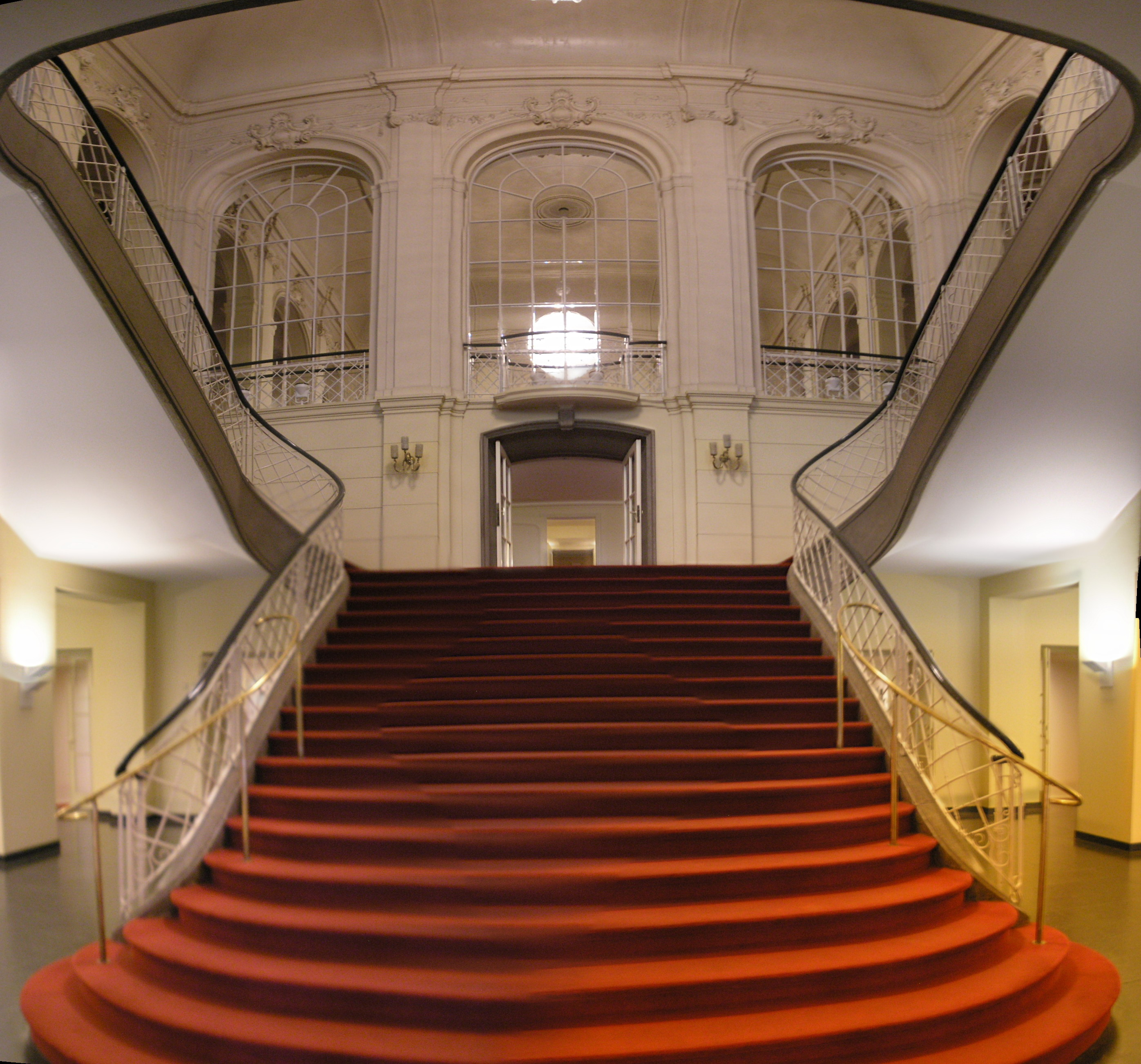
Interior (escadaria)
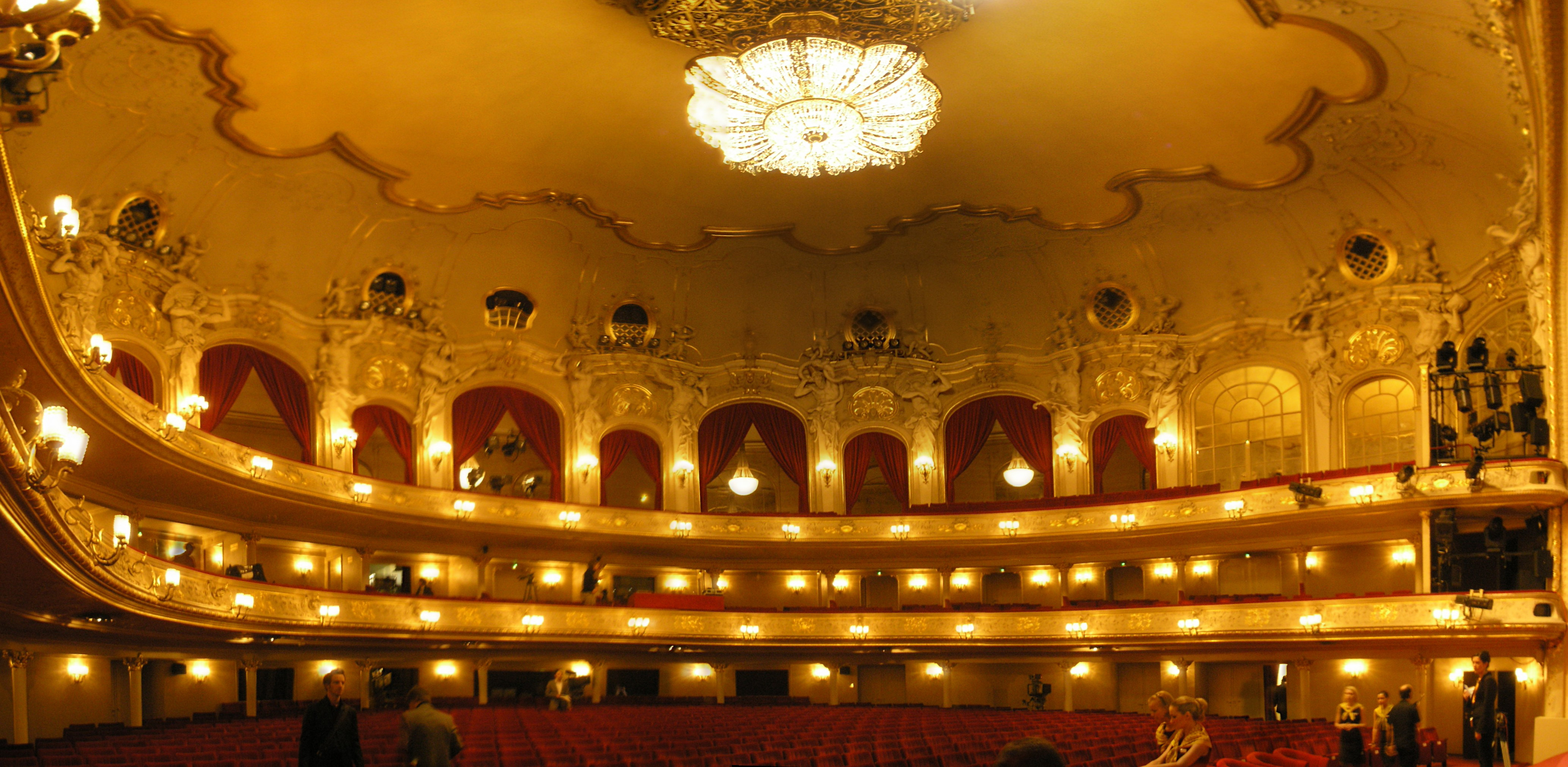
Interior (galerias)
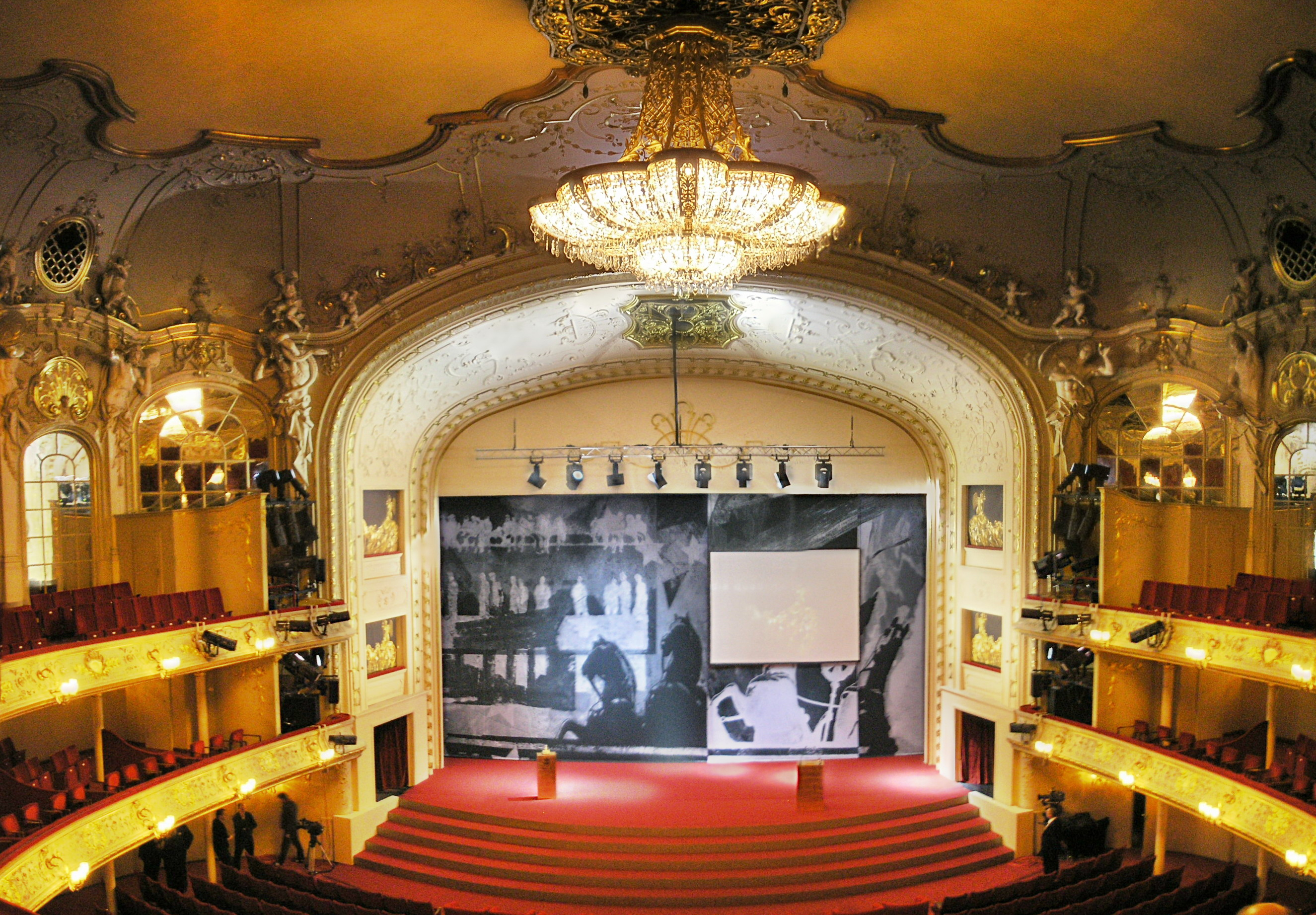
Interior (palco)
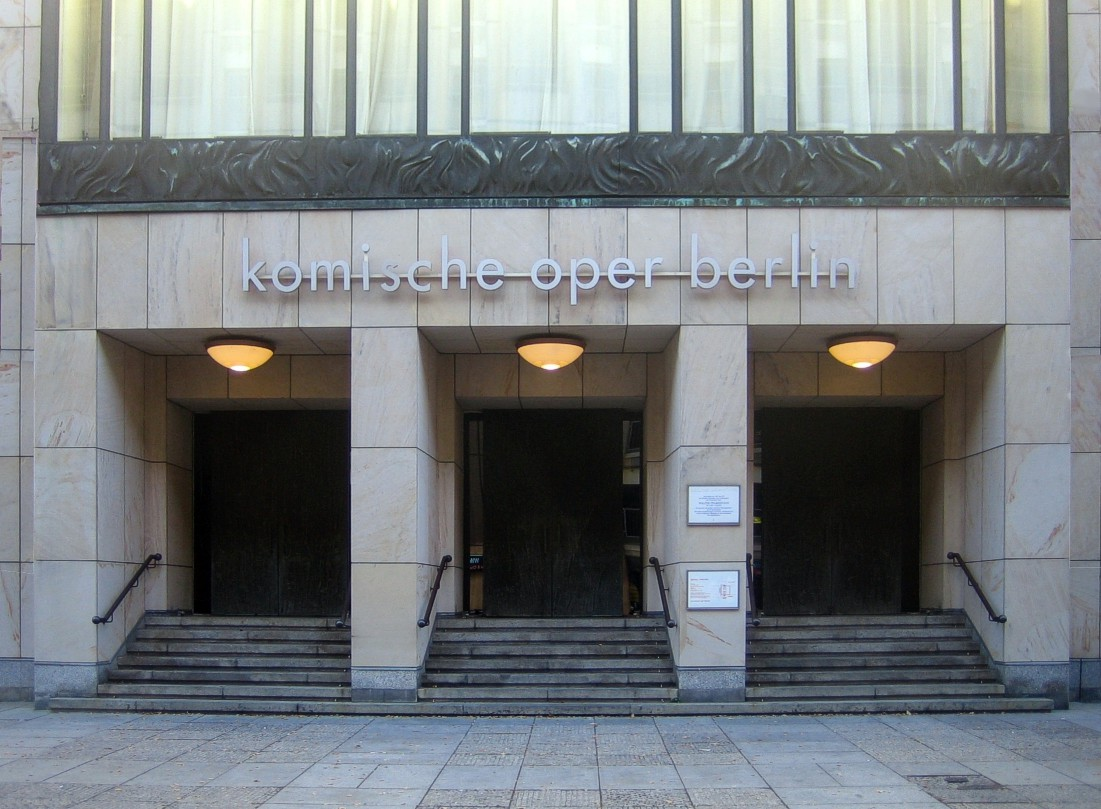
Entrada, após as reformas